# Octave Pradels
 (décembre 2011).
Si vous disposez d'ouvrages ou d'articles de référence ou si vous connaissez des sites web de qualité traitant du thème abordé ici, merci de compléter l'article en donnant les références utiles à sa vérifiabilité et en les liant à la section « Notes et références ».

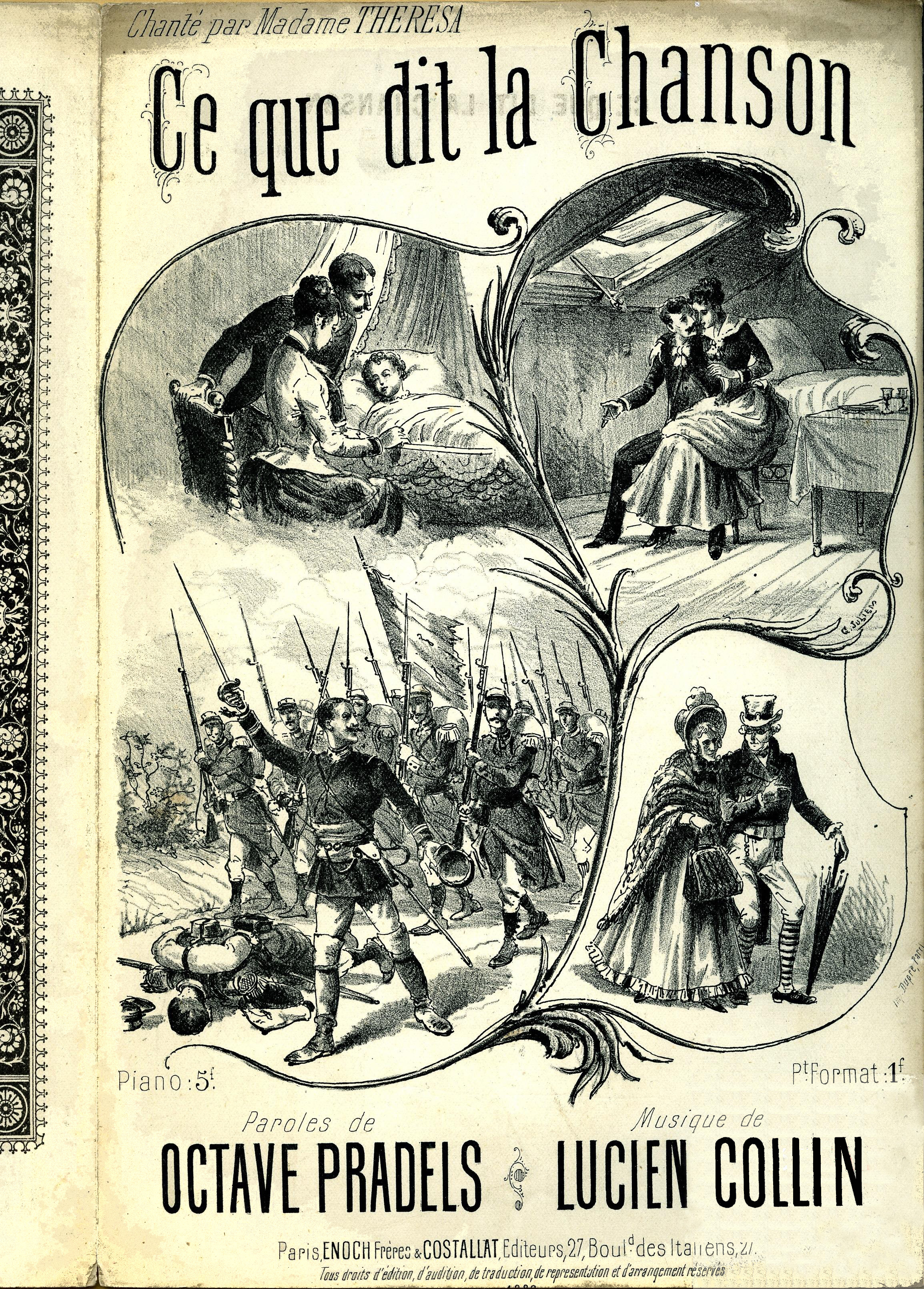
Paroles de Pradels, musique de Lucien Colin.

Octave Pradels est un poète, romancier, vaudevilliste et parolier français, né le 14 février 1842 à Arques (Pas-de-Calais) et mort le 30 avril 1930  à Parmain (Val-d'Oise).

## Biographie
Octave Frédéric Pradels publie ses premiers monologues, contes en vers et chansons en 1883 à plus de quarante ans. De ses premières années de jeunesse jusqu'en 1883, et après ses études primaires suivies sans conviction, il occupe de multiples fonctions subalternes. Il commence à 12 ans, comme saute-ruisseau chez un huissier et va à Saint Petersbourg chez son oncle pour teindre des plumes d'autruche. À son retour en France près de ses parents à Calais, il se fait voyageur en vins tout en publiant des satires en vers dans les journaux locaux. Ses mois de mobilisation militaire passées pendant la guerre de 1870, il repart en Russie donner des leçons de français. 
Enfin il revient à Paris pour se lancer dans son activité littéraire première d'écrivain de chansons qui seront interprétées à l'Eldorado par Anna Judic, Amiati ou encore Thérésa. En dix ans, cinq cents chansons sont créées. 
Parmi ses plus grands succès figurent Ça commençait si gentiment, La Chula, Dans l'oasis, Marche lorraine (écrite en collaboration avec Jules Jouy). Il publie son premier volume intitulé Chansons en 1886 préfacé par Armand Silvestre.
Directeur du théâtre des Capucines, Octave Pradels a également été président de la SACEM de 1895 à 1898.
Après un premier mariage en 1865 à Villefranche-sur-Mer, avec Angélique Thérèse De Villa-Rey, fille d'un commandant de la marine monégasque, qui lui donne un premier fils, Édouard Joseph, il se serait marié en 1873 avec la divette Marie-Thérese Mirbeau. Ils ont un fils, non reconnu par la mère, Edmond-André, né le 26 juillet 1878 à Paris 17e, qui collabore avec son père comme parolier et compositeur, sous le pseudonyme d'Edmond Aramis. Il est mort pour la France au Fort de Vaux à Vaux-devant-Damloup (Meuse), le 9 avril 1916. En 1917 Octave Pradels se remarie avec Marie Louise Fransurot.
Octave Pradels tirait grande gloire d'avoir donné ses deux fils à la France. Imprégné de la mentalité chauviniste et revancharde d'après la capitulation de 1871, il avait contribué tout au long de sa carrière à la diffusion de ce sentiment. 

## Mémoiresde Paulus
En 1906, il commence à aider Paulus à rédiger ses mémoires qui paraitront à partir de 1907.
Les Mémoires de Paulus n'ont pas été publiés sous la forme d'un volume, mais via l'équivalent de cahiers ou magazines en noir et blanc, vendus chaque semaine. Riche d'une iconographie somptueuse, ces cahiers contiennent des reproductions des personnages cités, des partitions, mais aussi des petites annonces contextuelles.

## Œuvres
- 1905 : Deux affaires d'honneur (BNF 30637980). In-16, 128 p., pl., couv. en coul. coll. « Petite collection E. Bernard », no 65.

### Théâtre
- 1887 : L'Agent de la sûreté de Marseille, Marpon et Flammarion (BNF 31146038) [lire en ligne]
- 1905 : Agence matrimoniale, coll. Auteurs célèbres, Flammarion (BNF 31146037)
- Chansons, monologues, chansons à dire, fantaisies, préface d'Armand Silvestre, éd. Paul Ollendorff, Paris, 1886 (BNF 31146052) [lire en ligne]
- Rupture de banc, Librairie théâtrale, Paris, 1887 (BNF 31146106) [lire en ligne]
- Les Amours de Bidoche, Marpon et Flammarion, Paris, 1888 (BNF 31146043) [lire en ligne]
- Pour dire entre hommes, Marpon et Flammarion, Paris, 1889 (BNF 31146099) [lire en ligne]
- Robert Daniel, Flammarion, Paris, 1890 (BNF 31146105) [lire en ligne]
- Les Desserts gaulois, Marpon et Flammarion, Paris, 1891
- L'Héritier des Monlardon, Publications littéraires illustrées, Paris, 1907 (BNF 31146068) [lire en ligne]
- Fleurs de Gaule, poésies gaillardes..., Louis-Michaud, Paris, 1910 (BNF 31146062) [lire en ligne]
- Le Vin et la Chanson, Flammarion, Paris, 1913 (BNF 31146117) [lire en ligne]

## Prix
- Prix Paul Collin par la Société des Gens de Lettres en 1920[9]